# Sokolovská pánev

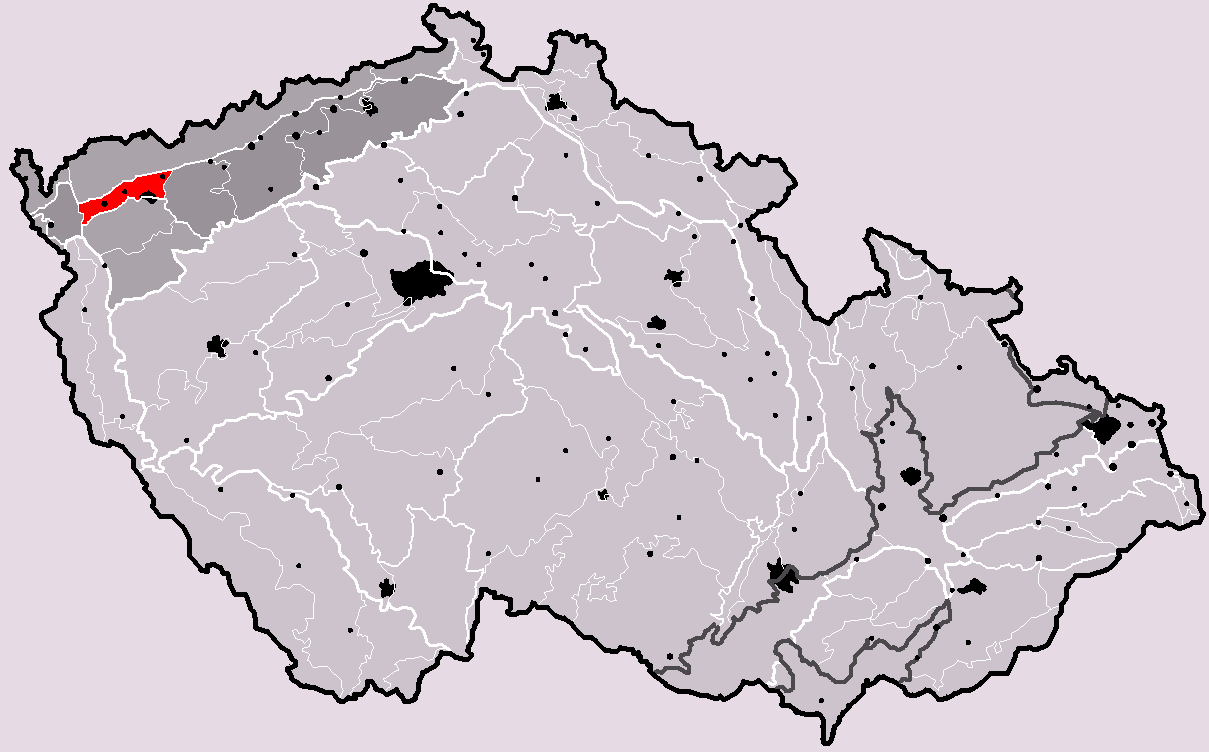
Sokolovská pánev na mapie jednostek geomorfologicznych w Czechach

Sokolovská pánev – czeska jednostka geomorfologiczna, znajdująca się w północnozachodniej części Podgórza Rudawskiego (czes. Podkrušnohorská hornatina). 

## Geografia
Sokolovská pánev jest kotliną, rozciągającą się w kierunku południowy zachód - północny wschód, ma szerokość ok. 8 km. Najwyższym punktem jest Dvorský vrch (473 m n.p.m.).

## Geneza
Jest to zapadlisko powstałe wzdłuż Rudaw. Jego granice stanowią wysokie i strome stoki Rudaw i Slavkovskiego Lesu, a jego teren jest lekko pofałdowany. Kotlina jest pokryta trzeciorzędowymi osadami. Występują tu pokłady węgla brunatnego.

## Działalność górnicza

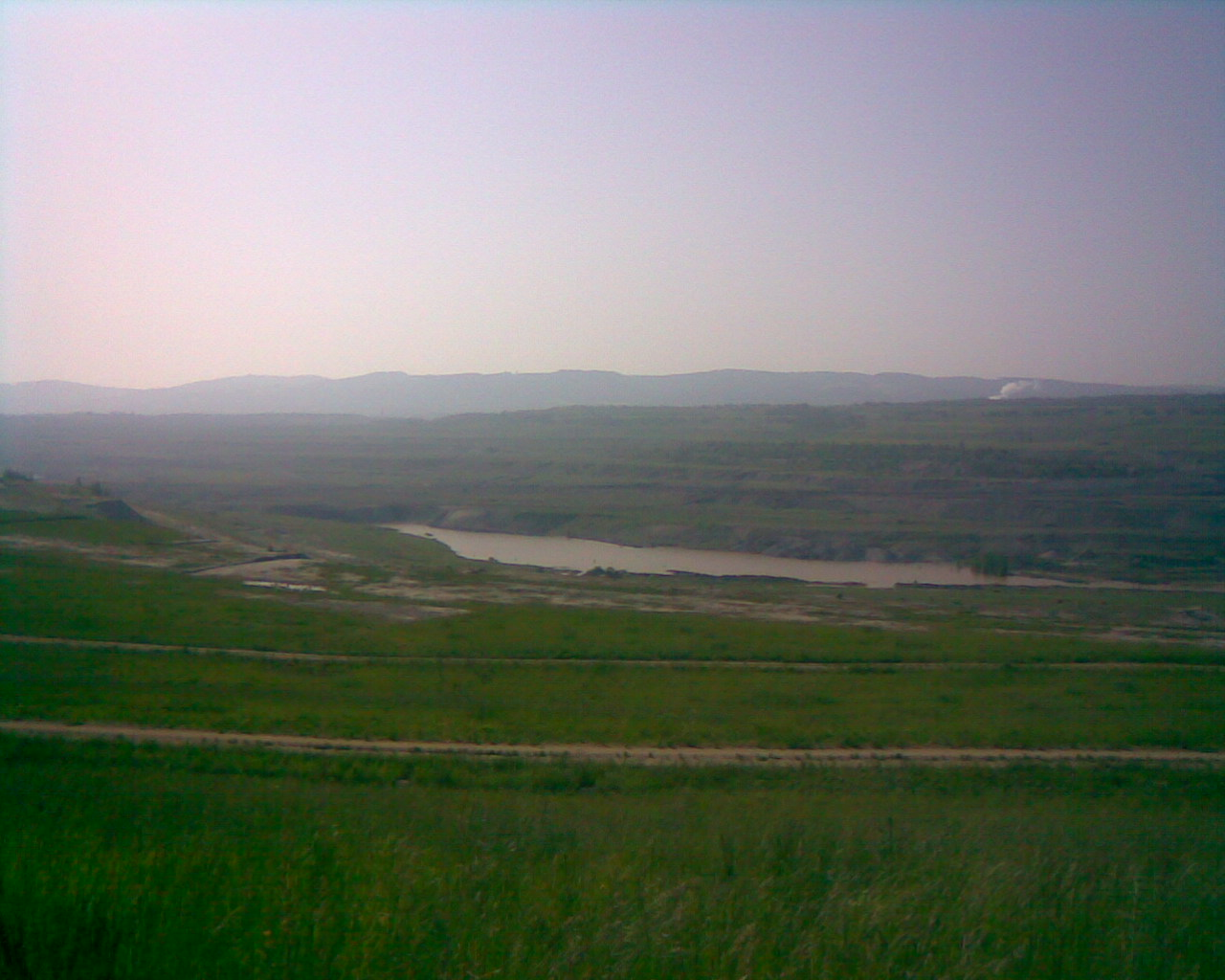
Widok na powstające jezioro Medard (2008)

Znajdują się tu 2 złoża węgla brunatnego (Antonín i Anežka). Początki górnictwa w tym rejonie datuje się na połowę XVIII w. Stopniowo górnictwo przechodziło w wydobycie odkrywkowe, które najintensywniej rozwijało się w połowie XX w. We wschodniej części kotliny znajdują się dwie kopalnie węgla brunatnego: Jiří i Družba. Zachodnia część jest już wyeksploatowana. Powstaje w niej sztuczne jezioro Medard.
Przez teren Sokolovskiej pánvi przepływa rzeka Ochrza. Znajdują się w niej miasta Sokolov i Chodov.